# 2685 마수르스키
2685 마수르스키(2685 Masursky)는 소행성대에 있는 소행성이다. 1981년에 로웰 천문대 지구 근방 천체 수색(Lowell Observatory Near-Earth-Object Search;LONEOS)으로 에드워드 보웰이 발견했다. 미국 지질 조사소의 행성 지질학자로 많은 우주 계획에 공헌한 해롤드 마수르스키의 이름을 따 명명되었다.

## 카시니-하위헌스 근접 통과
2000년 1월 23일, 토성 탐사선 카시니-하위헌스가 마수르스키를 접근 통과(flyby)하여(최접근 거리는 약 160만 km, 지구로부터 달까지의 약 4배), 마수르스키의 크기가 15~20 km 인 것을 알아냈다.

## 물리적 특성
마수르스키의 궤도는 S형 소행성으로 구성된 에우노미아족에 속하고 있다. 카시니-하위헌스의 관측 결과는 그 성분에 의문을 가지게 하는 것이었지만, 후에 지구에서의 관측으로 그 스펙트럼이 S형인 것이 확인되었다.